# 短果峨马杜鹃
短果峨马杜鹃（学名：Rhododendron ochraceum var. brevicarpum）为杜鹃花科杜鹃花属下的一个变种。

## 扩展阅读
- 維基物種上的相關：短果峨马杜鹃